# Planta casmofítica

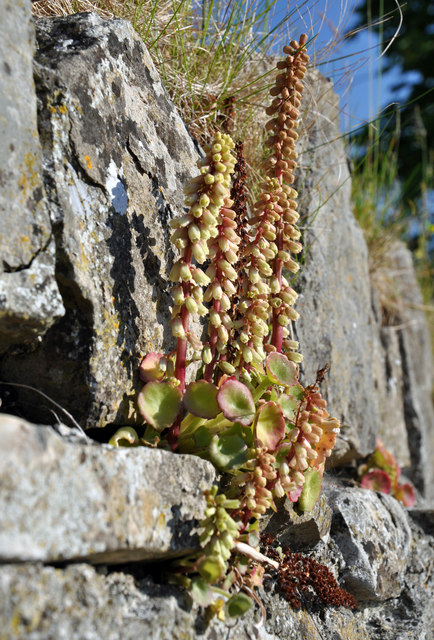
Una planta casmofítica.

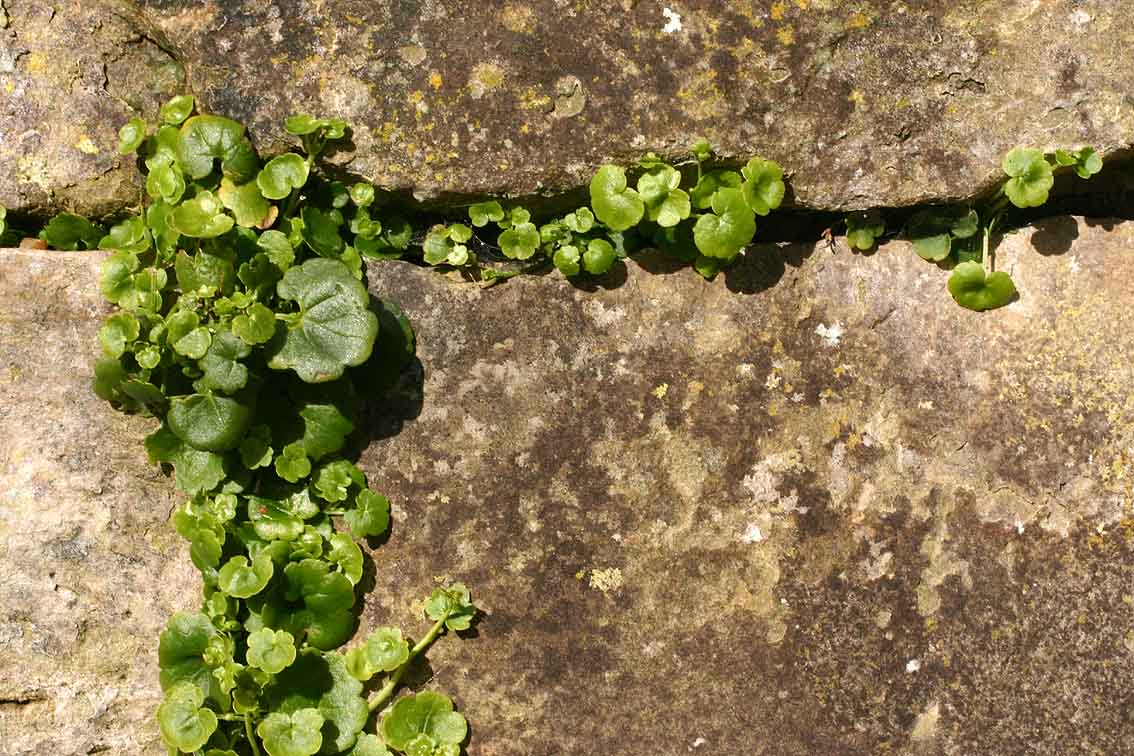
Una planta casmofítica.

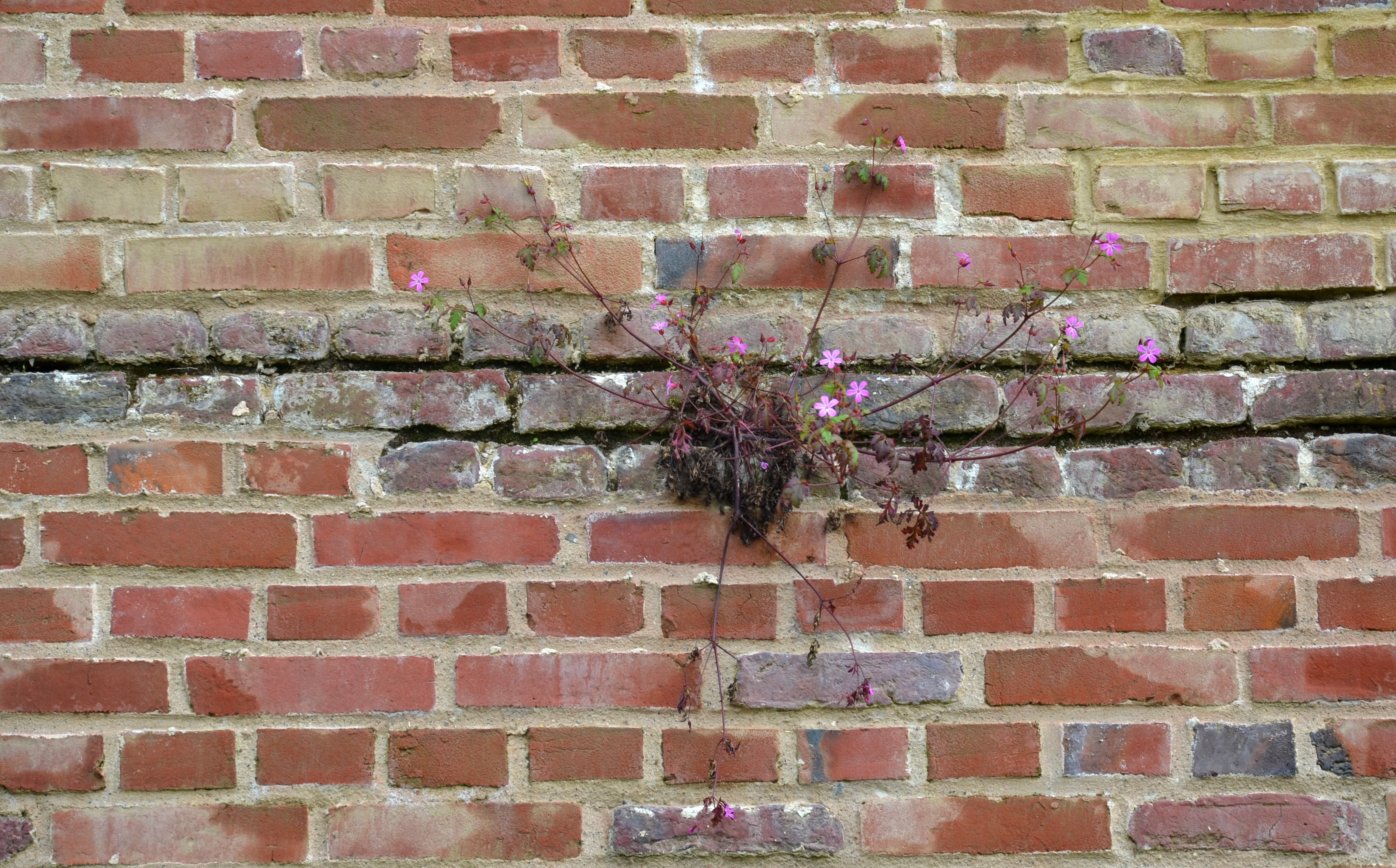
Una planta casmofítica.

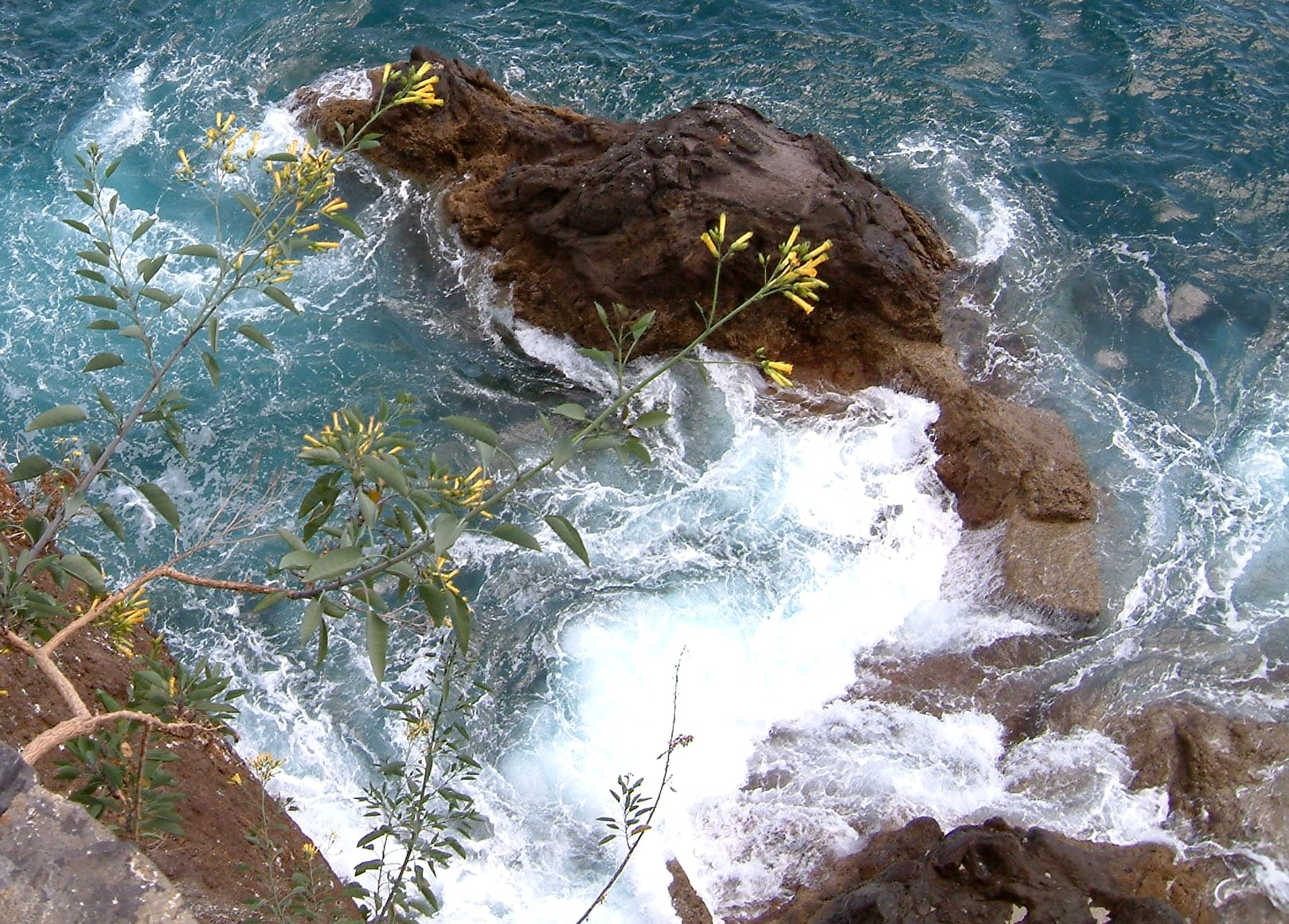
El palán-palán (Nicotiana glauca) es una planta casmofítica que puede alcanzar porte arbóreo. Se comporta como una especie invasiva, tanto en acantilados naturales como en muros de ciudades.

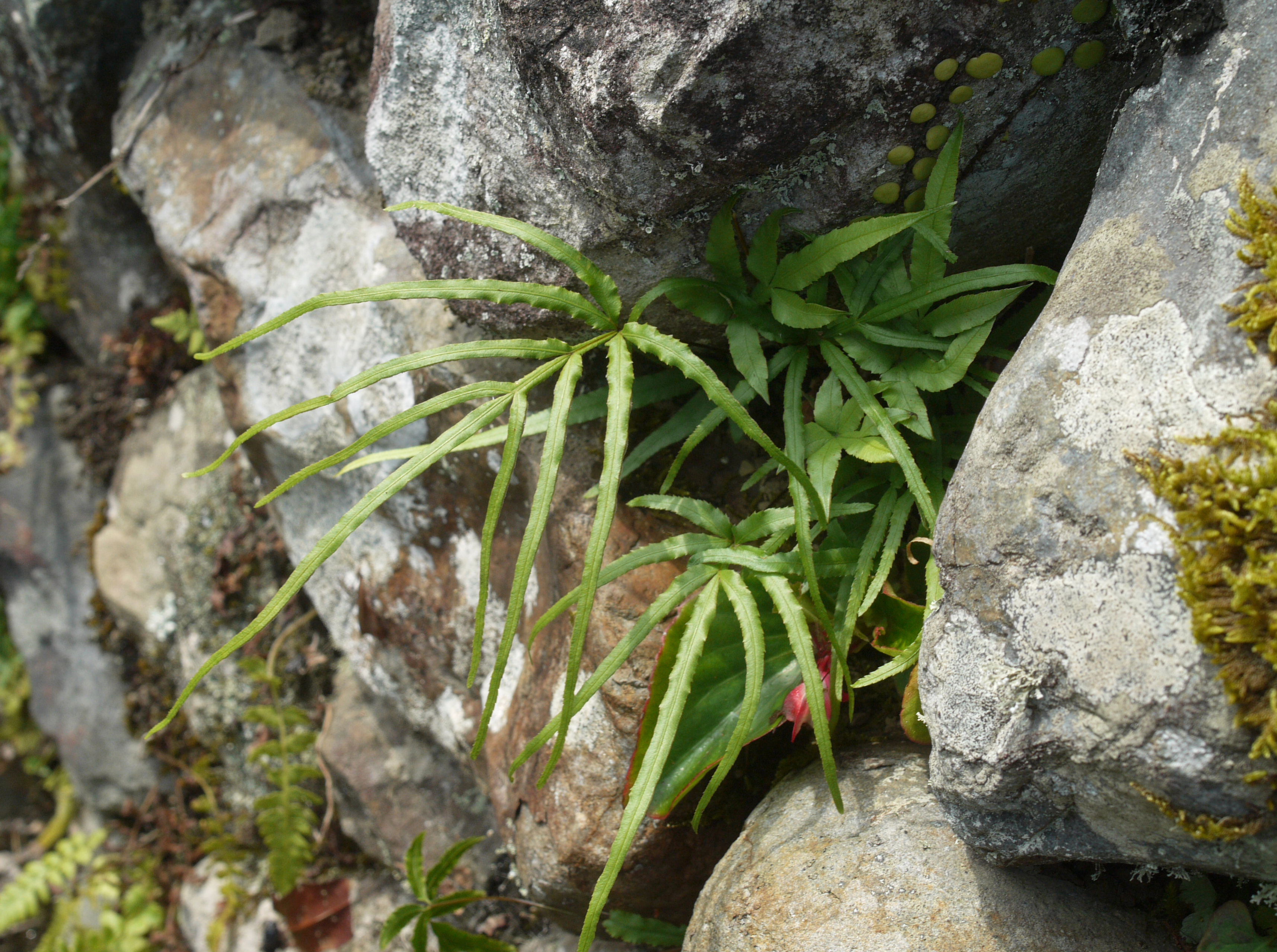
El helecho de muro (Pteris multifida) es una planta casmofítica abundante en paredes viejas en ciudades de todo el mundo.

En botánica una planta casmofítica, también denominada casmófito y sus comunidades vegetación casmofítica, flora casmofítica, flora mural o vegetación mural, define a un tipo de vegetales que viven en paredes verticales o muros, tanto los naturales como los de origen antrópico. Sus raíces están adaptadas a crecer y explotar el limitado sustrato que representa el material de relleno de las grietas. 

## Etimología
El término casmófito deriva del griego donde casmos significa 'abertura' y es el nombre que se utilizaba para referirse a las plantas petrófitas fisurícolas, es decir, aquellas que viven en las hendiduras (horizontales) entre rocas, las que técnicamente se denominan casmocomófitas o comófitos. Estas últimas plantas (a diferencia de los casmófitos) son muy fáciles de colectar. Igualmente hay especies rupícolas que comparten ambas estrategias.

## Características generales
Los casmófitos son vegetales con cualidades superiores que les permiten sobrevivir en un ambiente con restricciones en la disponibilidad de agua, nutrientes, etc. Los casmófitos son un tipo de vegetales petrófitos (que viven sobre rocas) que precisan para vivir instalar sus raíces en pequeñas fisuras o hendiduras de las paredes, donde se acumulan partículas finas arrastradas por el viento, llegándose a formar un incipiente suelo o “protosuelo”. Generalmente son muy difíciles de colectar, ya que les queda el sistema radicular en la fisura. Se diferencian de las litófitas, pues estas últimas pueden vivir directamente aferradas a la roca viva, hábitat aprovechado, por ejemplo, en musgos y líquenes.

## Tipos de vegetación mural
Ecológicamente pueden dividirse en dos grandes grupos.

### Vegetación mural urbana
Este tipo de plantas son de las pocas comunidades vegetales que podemos encontrar desarrollándose de manera totalmente silvestre en las ciudades y poblados. Si bien el medio en que viven es un producto humano (las paredes o muros mayormente viejos), son independientes de nosotros para su subsistencia, por ejemplo pueden seguir sobreviviendo sobre ellos en los casos de poblados abandonados. La vegetación mural varía en cada región del mundo, y generalmente conjuga un porcentaje de especies nativas con un cierto número de especialistas cosmopolitas, tanto de especies silvestres transportadas por el viento o accidentalmente como ruderales escapadas de cultivos ornamentales. En las regiones cálidas y húmedas la flora mural es más diversificada, ya que la topografía del microambiente permite que se incorporen numerosas especies de plantas saxícolas y epifitas regionales. 
Conservación
La modificación del hábitat en que se desenvuelven estas comunidades las torna sensibles a los cambios urbanísticos generalizados, provocando con ello pérdidas en la biodiversidad urbana.

### Vegetación mural natural
Se trata de las especies especializadas en vivir en fisuras de rocas en cantiles y acantilados naturales, ya sea taludes pronunciados de montañas, farallones, barrancas de ríos, gargantas, o acantilados marinos. 
Dentro de este tipo de vegetación se encuentran diferencias, sustentadas fundamentalmente por la orientación de la pared (sol versus sombra, calor versus frescor, sequedad versus humedad) por cómo discurre el agua por la superficie de la roca y por el tipo de sustrato (su composición química) por ejemplo especies de paredes carbonatadas (calcícolas y dolomías), calcífugas, yesíferas (edafoendemismos de yesos o gipsícolas), toscosas, silicícolas -rocas silicatadas- (roquedos silíceos como cuarcitas y esquistos, etc. También importa la porosidad del sustrato, el ángulo de pendiente de la ladera, el tamaño de la fisura, la presencia de bolsones terrosos alcanzables a mayor profundidad, el diámetro de las partículas del sustrato (las gruesas retienen poca humedad, mientras que las finas tienden a desplazarse topográficamente ladera abajo como consecuencia gravitacional de la escorrentía), etc.
En los casos de afloramientos de minerales regionalmente atípicos, la prolongada antigüedad permite procesos de especiación, los cuales generan microendemismos, por ejemplo Anthirrhinum microphyllum, el que crece en farallones dolomíticos de la sierra de Altomira (del sistema Ibérico).
Conservación
El hecho de vivir en tal inhóspito e inaccesible hábitat compensa con la ventaja de verse libradas de los depredadores herbívoros que las devorarían si no existiera pendiente. Sin embargo, algunos casmófitos que se desarrollaron por decenas de miles de años en paredones lo suficientemente inabordables para los herbívoros con los que coevolucionaron, se ven superados cuando el ser humano libera en su ambiente algunos de los rumiantes exóticos particularmente eficaces en ramonear en topografías escarpadas, abruptas, muy empinadas, con inclinaciones cercanas a los 90°. Esto torna a esas plantas, hasta ese momento invulnerables, perfectamente alcanzables para sus dientes, los que lleva a estas a colocarse al borde de la extinción. Entre las especies de artiodáctilos que han causado más daño a los casmófitos, especialmente en islas oceánicas, se encuentra la introducida cabra (Capra aegagrus hircus).